# سایکلوپیا
سایکلوپیا (نام برگرفته از اسطوره یونانی ، سایکلوپس) ، همچنین شناخته شده با اسم هولوپروزنسفالی آلوبار ، شدید ترین نوع هولوپروزنسفالی و نوعی ناهنجاری مادرزاد می‌باشد. مشخصه این بیماری ، ناتوانی مغز قدامی در دوران جنینی برای تقسیم مناسب کاسه های چشم به دو سوراخ ، می‌باشد. وقوع آن ۱ در هر ۱۶,۰۰۰ حیوان متولد شده و ۱ در هر ۲۰۰ جنین سقط شده است. پس سیکلوپیا یک آنومالی مادرزادی است که فقط یک چشم وجود دارد. این چشم در مرکز قرار دارد؛ معمولا در محلی که ریشه بینی از آنجا می باشد. بینی وجود ندارد یا به شکل یک زائده بالای چشم می باشد.